# Le Vernet (Allier)
Le Vernet è un comune francese di 1 924 abitanti situato nel dipartimento dell'Allier della regione dell'Alvernia-Rodano-Alpi.

## Società

### Evoluzione demografica
Abitanti censiti